# Josef Zahradníček (fyzik)
Josef Zahradníček (9. srpna 1881, Třebíč–Jejkov – 12. dubna 1968, Litenčice) byl český pedagog a fyzik.

## Biografie

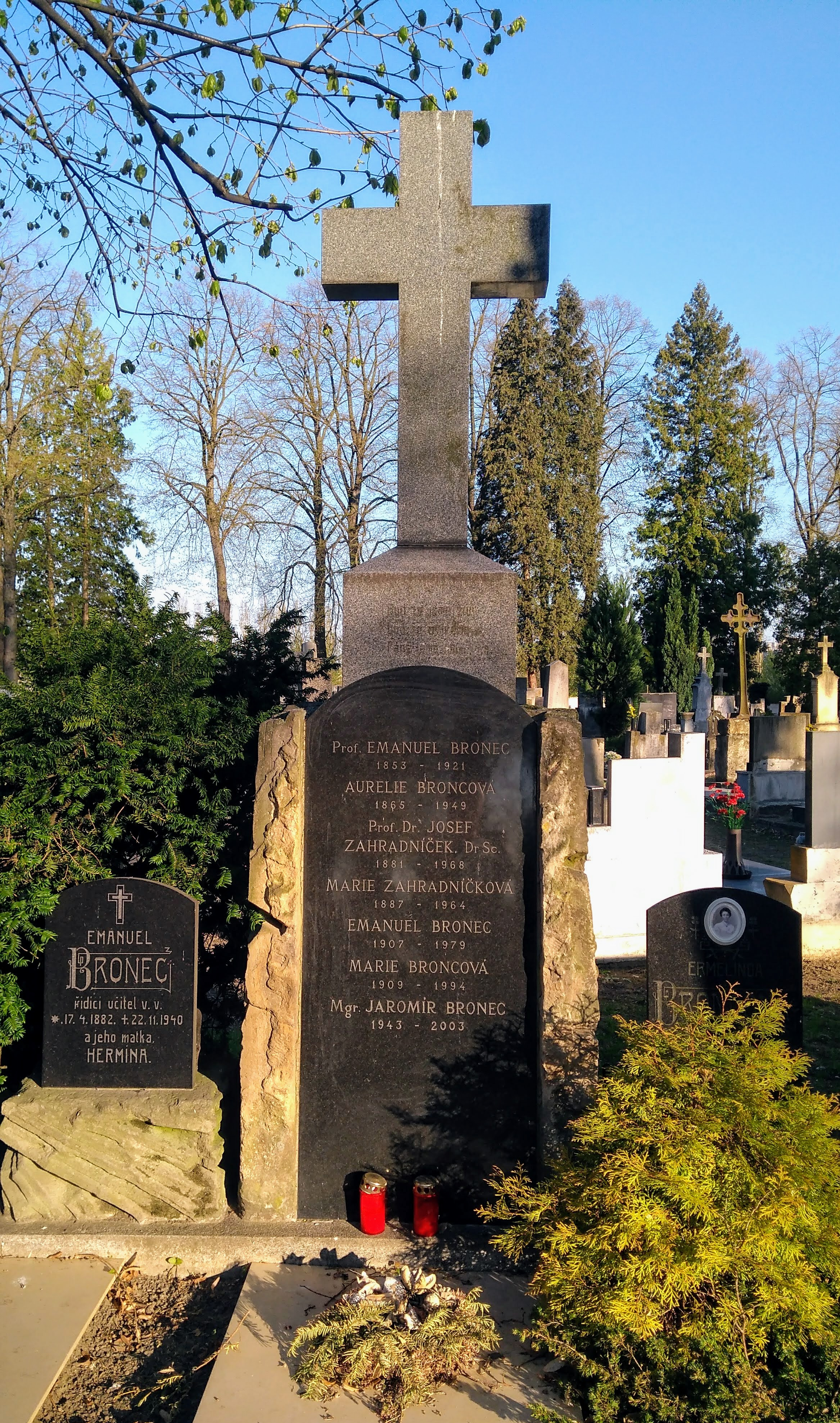
Rodinná hrobka na kroměřížském hřbitově

Josef Zahradníček se narodil v Třebíči v roce 1881 a mezi lety 1893 a 1901 studoval na gymnáziu v Třebíči, následně nastoupil na filozofickou fakultu Univerzity Karlovy v Praze, kde studoval matematiku a fyziku a v roce 1905 získal zkoušku učitelské způsobilosti a roku 1906 doktorát přírodních věd. Po ukončení studia nastoupil jako pedagog na gymnázium v Boskovicích a následně od roku 1907 na gymnázium v Kroměříži, kde působil do roku 1919. V Kroměříži byl 27. září 1909 oddán Marií Broncovou s dcerou svého kolegy, profesora místního gymnázia Emanuela Bronce. Od roku 1919 pracoval na reálném gymnáziu v Brně na Antonínské ulici a ihned po založení brněnské Masarykovy univerzity v roce 1921 nastoupil jako vědecký asistent profesora Bedřicha Macků (asistentem byl během práce na reálce, až od roku 1923 mu byla dána dovolená z reálky a mohl se tak asistenské pozici věnovat na plný úvazek), roku 1930 pak byl jmenován mimořádným a v roce 1938 řádným profesorem fyziky. Od roku 1934 přednášel na Lékařské fakultě také lékařskou fyziku.
Během druhé světové války po zrušení vysokých škol byl donucen odejít z fakulty, kam se vrátil až po skončení války v květnu roku 1945. Mezi lety 1947 a 1948 působil jako děkan Přírodovědecké fakulty Masarykovy univerzity. Roku 1953, kdy odešel do důchodu.
Věnoval se primárně experimentální fyzice, většinou se věnoval měřením doby kyvu kyvadel, mechanickými kmity, hmotou Země nebo modelem pružnosti, dále se věnoval mechanice, akustice, termice, elektřině, optice nebo atomové fyzice. Publikovat začal již v roce 1908 na gymnáziu v Kroměříži, kde vydával svoje práce z experimentální fyziky ve výročních zprávách gymnázia.
Zemřel v Litenčicích v roce 1968 a byl pohřben do rodinné hrobky na hřbitově v Kroměříži.
Obdržel Stříbrnou pamětní medaili Jana Evangelisty Purkyně a Medaili Jana Amose Komenského.